# 吉田守秀
吉田守秀（よしだもりひで、1977年7月26日 - ）は、パティシエ。静岡県駿東郡清水町出身。
1932年から続く老舗菓子屋の三代目。1998年、日本菓子専門学校卒業。内海会会員。
2005年、地元である静岡県駿東郡清水町堂庭に「Patisserie Naturelle Nature（パティスリー・ナチュレ ナチュール）」を開業。
2006年・2007年に放送されたテレビ東京「TVチャンピオン2 レーズン選手権」において2年連続で優勝。
2010年からパリに再渡仏。「Guy Savoe」、「Jaque Gunin」を経て、2013年に「MORI YOSHIDA」をオープン。2014年、ショコラ愛好団体C.C.Cよりフランスにおける外国人ショコラティエ賞」を受賞。2016年に「パティスリー・ナチュレ ナチュール」閉業。
2018年にフランステレビ局M6の番組「Le Meilleur Pâtissier : Les Professionnels 」Saison 2にて優勝。同年、日本国外務大臣表彰受賞。
翌2019年も同局同番組のSaison 3にて優勝。
2019年、ラデュレとイースターコラボレーションを発表。ラデュレが初めて日本人パティシエを迎えたこのコレクションは期間中、ラデュレの全店舗にて展開。　
2022年、フランスCHENE出版より著書『GATEAUX』を出版。
2023年、Newsweek「世界が尊敬する日本人100」に選出。
2024年、東京都中野区に「MORI YOSHIDA 東京店」をオープン。

## 経歴
- 1998年、日本菓子専門学校卒業
- 1998年、東京南青山「アニバーサリー」
- 1999年、フランス国立高等製菓学校にて研修。ロワール地方ルレデセール「フィアンティーヌ」修行
- 2000年、「パークハイアット東京」
- 2004年、「菓子工房オークウッド」
- 2005年、静岡県清水町に「パティスリー・ナチュレ ナチュール」をオープン（2016年6月末に閉店）
- 2012年 、パリ7区に「 MORI YOSHIDA」をオープン

## 賞歴
- 2005年、アンドレ・ルコント杯総合2位
- 2006年、静岡県洋菓子作品展・大型工芸の部 静岡県知事賞（総合1位）

グランガトー 大会会長賞（部門1位）
テレビ東京「TVチャンピオン2 ケーキ職人選手権」優勝
- 2007年、テレビ東京「TVチャンピオン2 ケーキ職人選手権」優勝
- 2014年、ショコラ愛好団体C.C.C　最高位金タブレット獲得、並びに外国人ショコラティエ賞受賞
- 2018年、「Le Meilleur Pâtissier : Les Professionnels 」saison 2優勝
- 2018年、平成30年度日本国外務大臣表彰受賞
- 2019年、「Le Meilleur Pâtissier : Les Professionnels 」saison 3優勝
- 2019年、「Championnat de France du Dessert 2019 Final」審査員